# Bistum Palmares
Das Bistum Palmares (lateinisch Dioecesis Palmopolitana, portugiesisch Diocese de Palmares) ist eine in Brasilien gelegene römisch-katholische Diözese mit Sitz in Palmares im Bundesstaat Pernambuco.

## Geschichte
Das Bistum Palmares wurde am 13. Januar 1962 durch Papst Johannes XXIII. mit der Apostolischen Konstitution Peramplas Ecclesias aus Gebietsabtretungen des Erzbistums Olinda e Recife und des Bistums Garanhuns errichtet. Es wurde dem Erzbistum Olinda e Recife als Suffraganbistum unterstellt.

## Bischöfe von Palmares
- Acácio Rodrigues Alves, 1962–2000
- Genival Saraiva de França, 2000–2014
- Henrique Soares da Costa, 2014–2020
- Fernando Barbosa dos Santos CM, seit 2021